# Edgardo Berdeguer
Edgardo R. Berdeguer (* 29. Januar 1954) ist ein puerto-ricanischer Bogenschütze.
Berdeguer nahm an den Olympischen Spielen 1976 in Montreal teil und beendete den Wettkampf auf Platz 31. Er vertrat seinen Verband auch bei den Weltmeisterschaften 1973 und 1975, wo er jeweils Plätze im Hinterfeld belegte.